# Литвинов, Алексей Евгеньевич
Алексе́й Евге́ньевич Литви́нов (род. 31 мая 1959) — советский легкоатлет, специалист по бегу на средние дистанции. Выступал на всесоюзном уровне в конце 1970-х — середине 1980-х годов, чемпион СССР, победитель и призёр первенств всесоюзного значения, участник чемпионата Европы в Афинах. Представлял Ленинград и спортивное общество «Спартак».

## Биография
Алексей Литвинов родился 31 мая 1959 года. Занимался лёгкой атлетикой в Ленинграде, выступал за добровольное спортивное общество «Спартак».
Первого серьёзного успеха на всесоюзном уровне добился в сезоне 1979 года, когда на зимнем чемпионате СССР в Минске выиграл бронзовую медаль в беге на 800 метров.
В 1980 году в дисциплине 800 метров финишировал шестым на Мемориале братьев Знаменских в Москве и одержал победу на чемпионате СССР в Донецке (здесь с ленинградской командой также стал победителем в эстафете 4 × 800 метров).
В 1981 году в беге на 800 метров взял бронзу на домашнем старте в Ленинграде.
В 1982 году в той же дисциплине победил на чемпионате СССР в Киеве, установив свой личный рекорд и показав лучший результат в истории соревнований — 1:45.44. Благодаря этой победе вошёл в основной состав советской сборной и удостоился права защищать честь страны на чемпионате Европы в Афинах, где в конечном счёте дошёл до стадии полуфиналов.
В феврале 1983 года в беге на 1000 метров превзошёл всех соперников на всесоюзном старте в помещении в Москве, в беге на 800 метров получил серебро на зимнем чемпионате СССР в Москве. На чемпионате страны в рамках VIII летней Спартакиады народов СССР в Москве пришёл к финишу пятым.
В 1984 году на всесоюзных соревнованиях в Киеве установил личный рекорд в беге на 1500 метров — 3:39.14.
В 1985 году на соревнованиях в Москве установил личный рекорд в беге на 1000 метров в помещении — 2:21.37.